# Circonscription de Chiri Special
La circonscription de Chiri Special est une des 121 circonscriptions législatives de l'État fédéré des nations, nationalités et peuples du Sud, elle se situe dans la Zone Keffa. Son représentant actuel est Mesfen Meshesha Yebo.